# Automobile (Léonard de Vinci)
Pour les articles homonymes, voir Automobile (homonymie).
L'Automobile est un prototype d'automobile tricycle à moteur à ressort, inventé vers 1478 par le peintre et inventeur florentin Léonard de Vinci (1452-1519). Uniquement connue par un croquis de son Codex Atlanticus, cette invention, dont il existe une maquette fonctionnelle depuis 2004, et des copies dans divers musées techniques, est considérée comme une des plus anciennes automobiles de l'histoire, probablement associée à ses travaux d'études de machines à mouvement perpétuel.

## Histoire
Ce prototype d'automobile à ressort, inspiré du fonctionnement des premières horloges mécaniques, de son époque, est imaginé vers 1478 par Léonard de Vinci. Il n'est connu à ce jour que par le schéma succinct, non commenté et présumé incomplet, d'un ensemble châssis-moteur non carrossé, contenu dans son Codex Atlanticus.

Quelques maquettes récentes
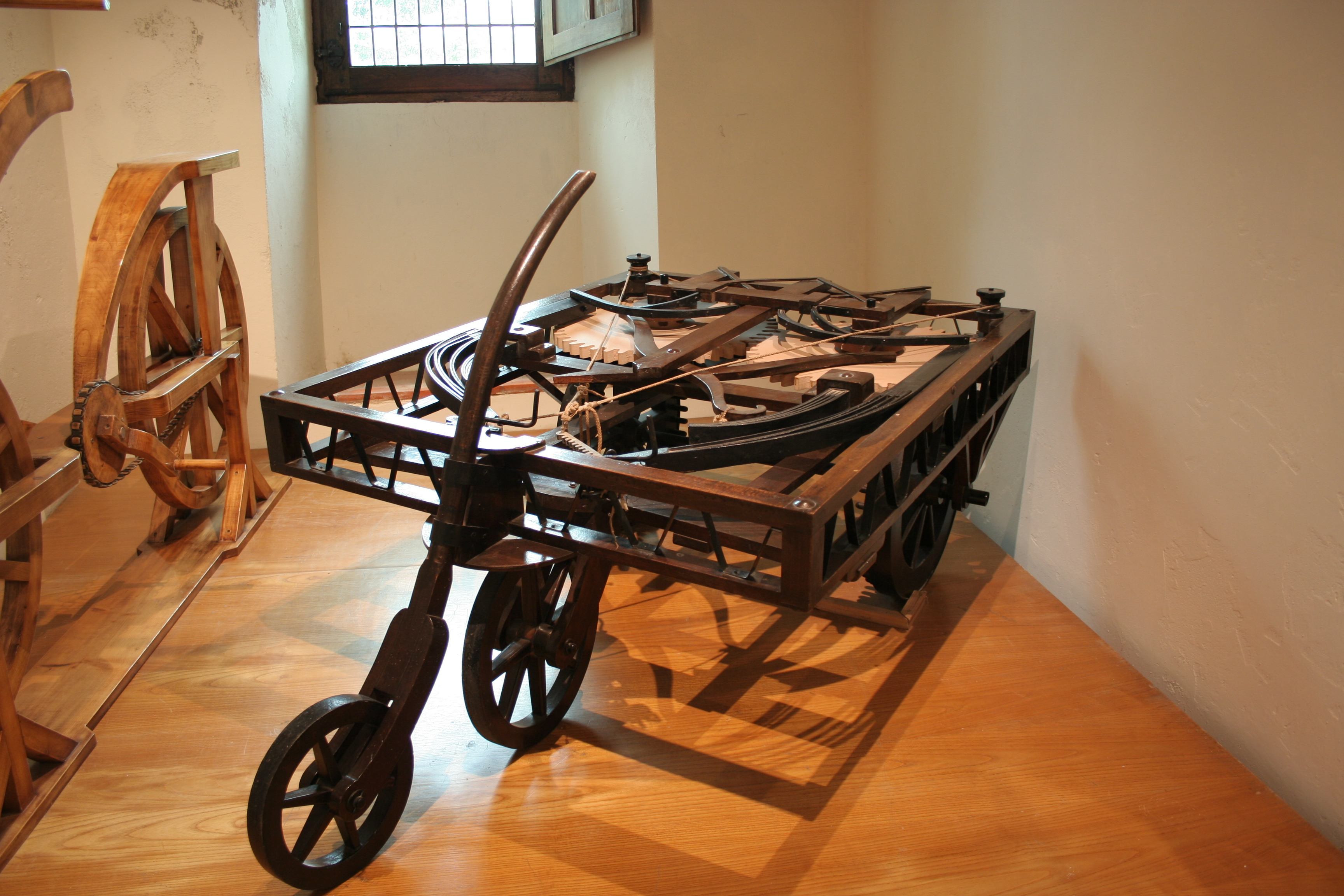
Château du Clos Lucé d'Amboise
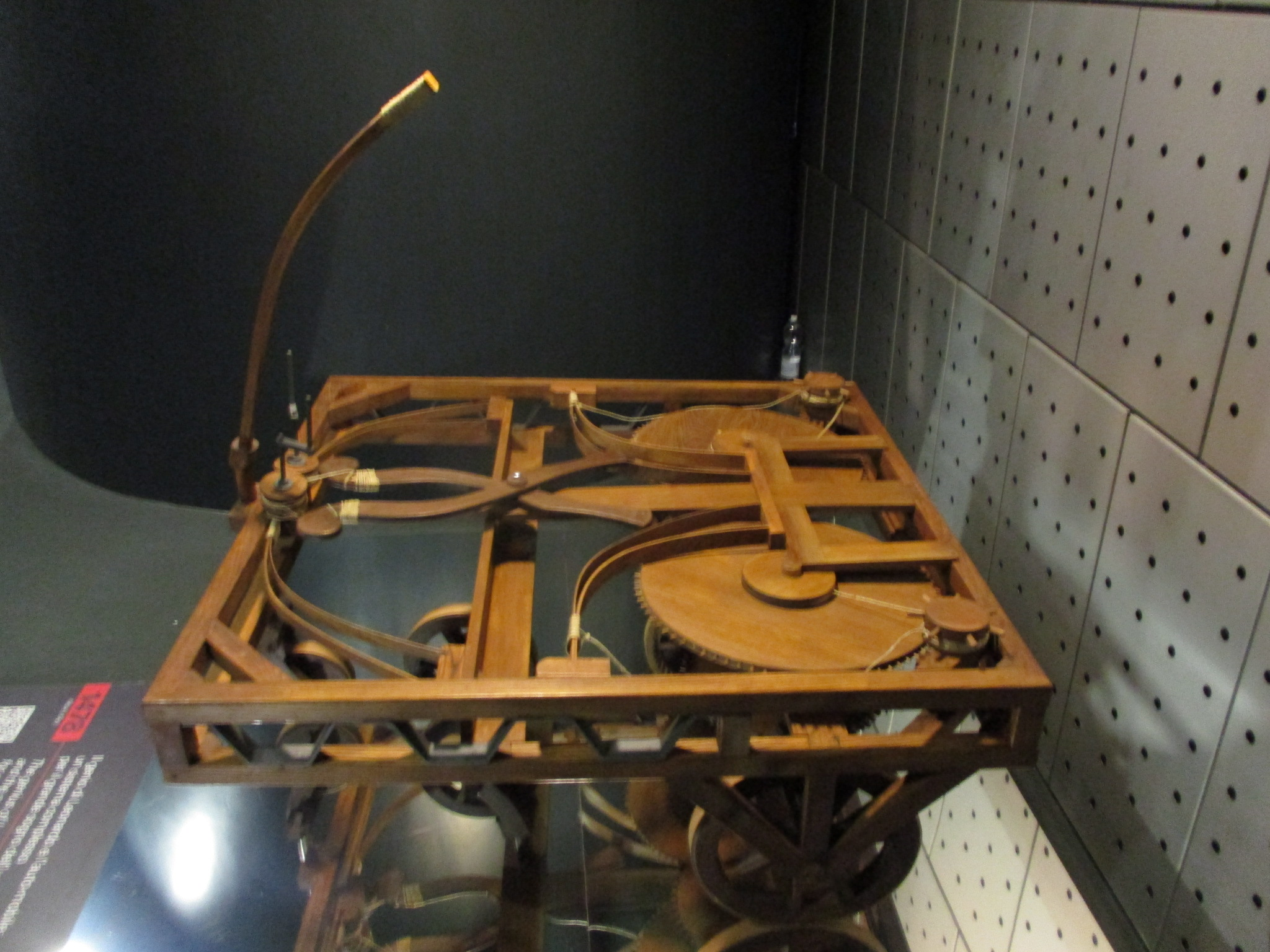
Musée de l'Automobile de Turin

## Technique

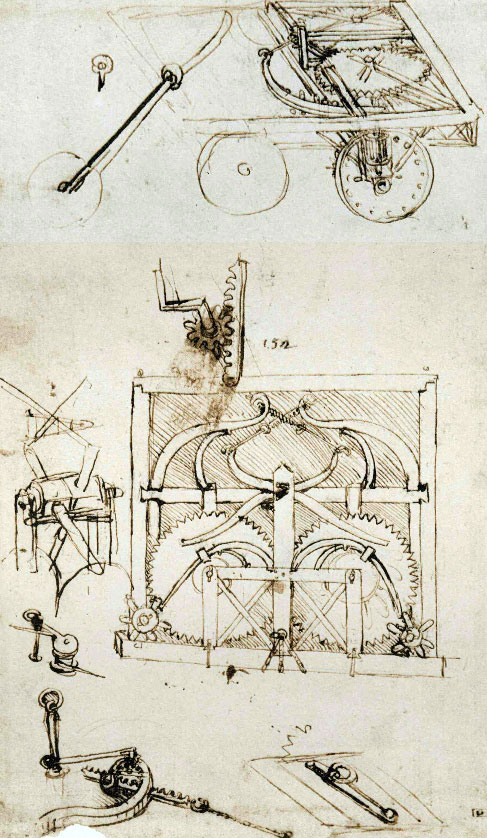
Schéma non commenté du Codex Atlanticus (f. 812r).

Alors que Léonard de Vinci s'intéresse entre autres au génie mécanique, aux premières horloges et à l'étude du mouvement perpétuel, il invente cette automobile, entraînée par deux roues indépendantes (à différentiel rudimentaire) et par un ensemble mécanique d'engrenage, crémaillère, roue dentée, et pignon. Un système complexe de rouages et d'échappement inspiré de l'horlogerie, à base de deux ressorts à lame symétriques semble animer et réguler le tout. Une troisième roue de tricycle assure la direction, à titre de gouvernail.
Une machine à mouvement perpétuel s'auto-alimenterait d'énergie à partir de rien, ou de peu, mais Vinci finit par conclure de ses expérimentations, vers 1490, à l’impossibilité dynamique de ce principe.

Quelques inventions de Léonard de Vinci
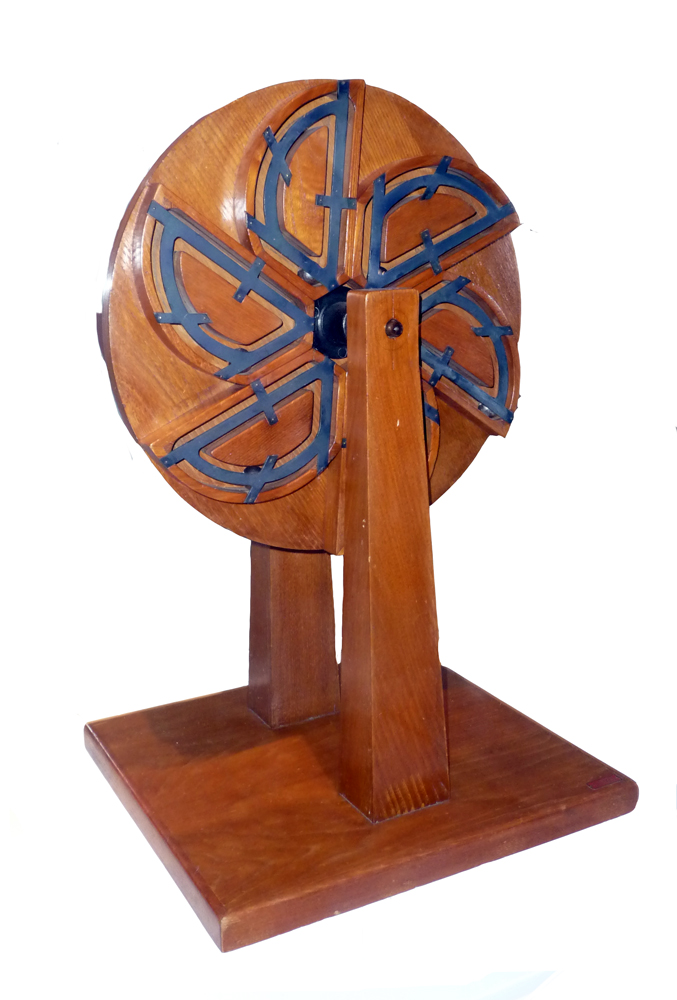
Roue à mouvement perpétuel
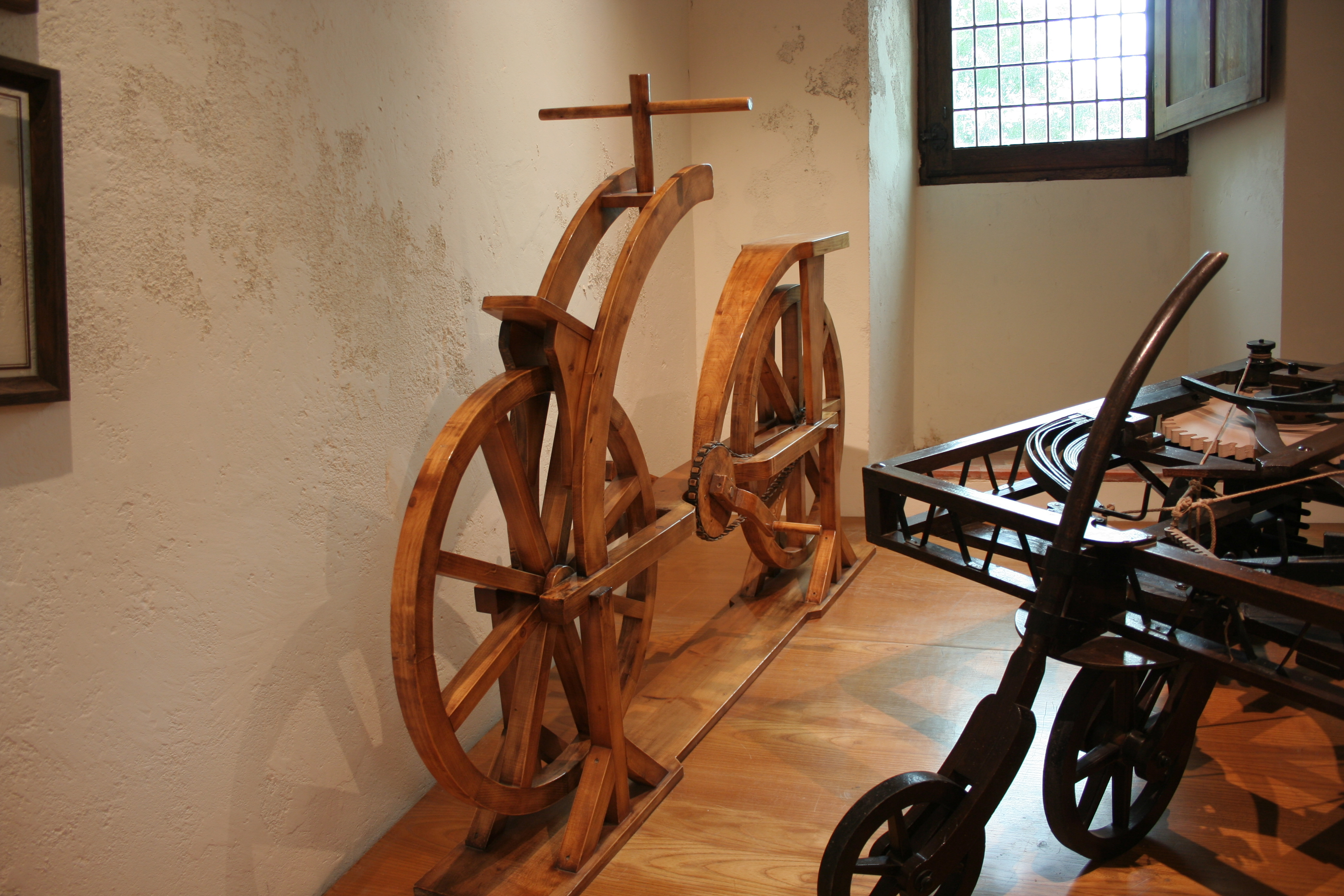
Bicyclette
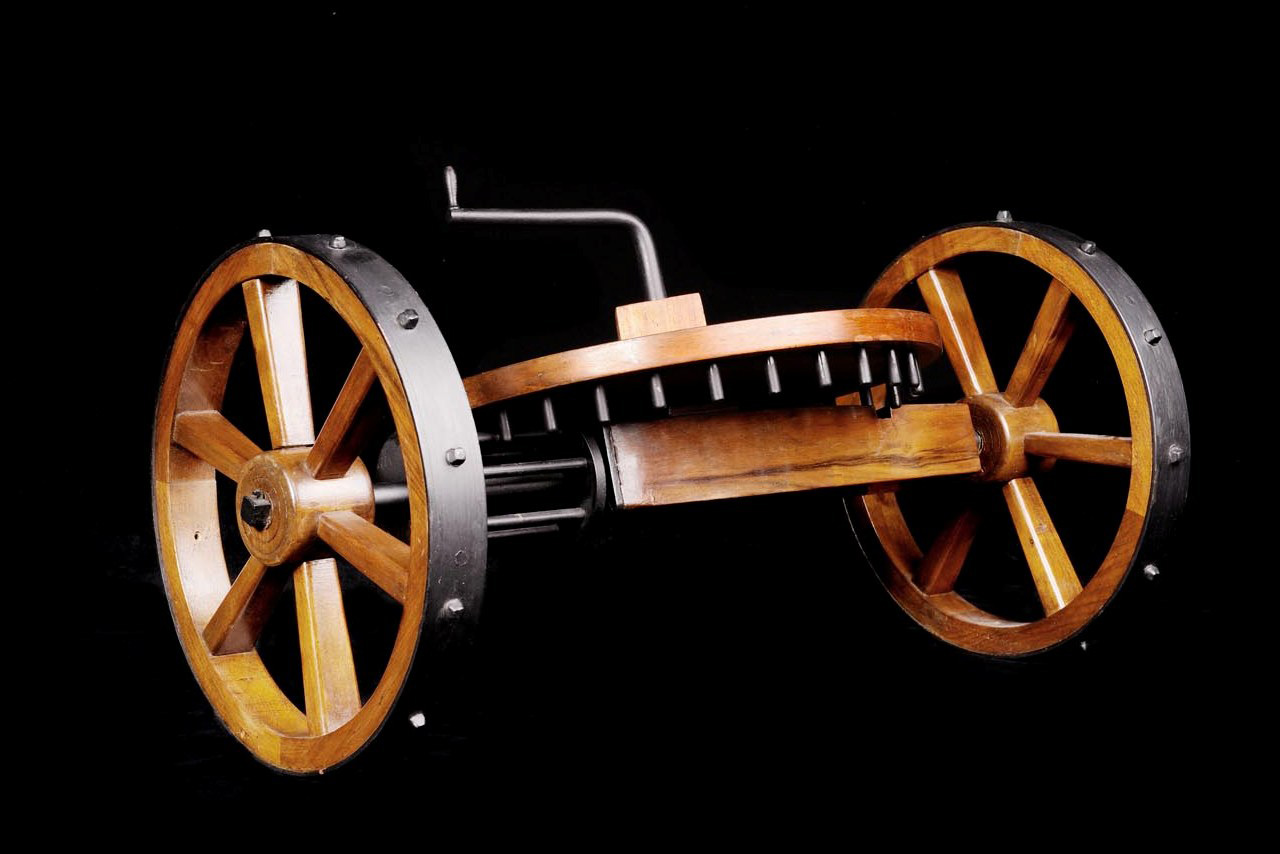
Transmision par engrenage à manivelle
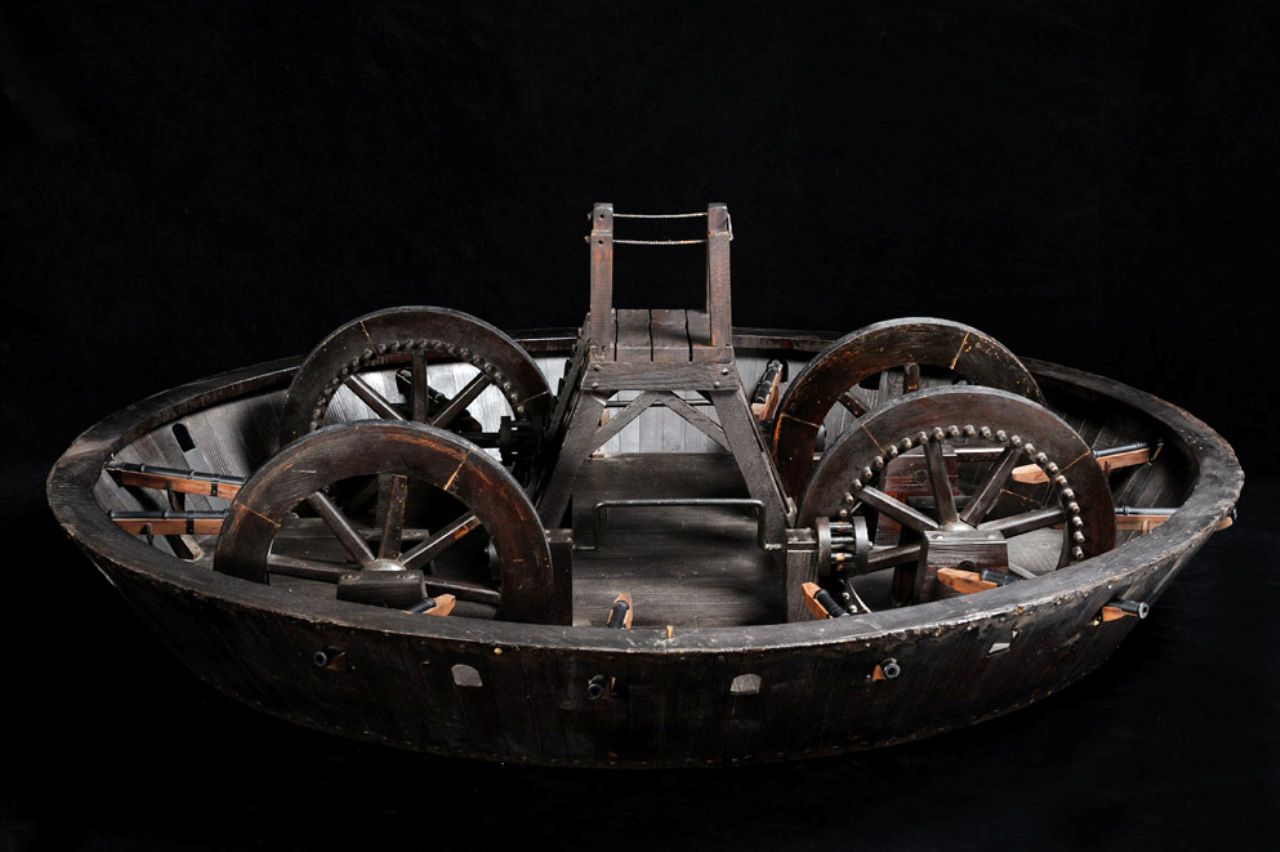
Char d'assaut à manivelle

## Prototype de 2004
En 2004 une équipe de scientifiques du musée Galilée de Florence réalise une maquette de ce schéma de véhicule supposé incomplet. Le prototype fonctionne grâce à l'ajout (non représenté sur le schéma d'origine) d'un double ressort moteur (inventé à la même période du début du XVe siècle, avec les premières horloges à ressort) à base de deux ressorts spiraux, placés sous les deux gros engrenages, capables d’entraîner les roues indépendamment, sur une distance d'environ 40 mètres. Le contrôle de la vitesse et de la direction est assuré par la régulation des vitesses des deux roues indépendantes, grâce à un système de ressorts à lame supérieurs, également inspiré de l'horlogerie.

## Musées
- Château du Clos Lucé
- Musée Léonard de Vinci (Vinci)
- Musée des sciences et des techniques Léonard de Vinci
- Musée Galilée
- Musée de l'Automobile de Turin